# Luis Minervino
Luis Oscar Minervino (Chacabuco, Provincia de Buenos Aires; 13 de noviembre de 1959) es un preparador de automóviles de competición y expiloto argentino de automovilismo. Compitió de manera casi exclusiva en la categoría Turismo Carretera, donde durante el transcurso de la década de 1990 se erigiera como uno de sus principales protagonistas, alcanzando dos subcampeonatos en los años 1995 y 1996. Debutó profesionalmente en el año 1983 en la Fórmula Renault Argentina y participó también en el TC 2000, compitiendo en dos etapas.
Durante su paso por el Turismo Carretera, fue un destacado defensor de la marca Chevrolet, aun en un período oscuro para dicha marca, luego de los trágicos desenlaces de Roberto Mouras y Osvaldo Morresi. Su popularidad e identificación con esta marca, lo llevaron a ser convocado como piloto oficial de TC 2000 en el año 1997.
Tras su retiro como competidor, en el año 2006, comenzó a dedicar su vida a la preparación de motores de competición, especializándose en la marca Chevrolet. Finalmente, en el año 2008 conseguiría su primer gran éxito como motorista, al obtener el título de campeón de la categoría TC Pista, de la mano del piloto Agustín Canapino. Asimismo, también supo motorizar a las unidades campeonas de los pilotos Pedro Gentile y Juan José Ebarlín, quienes obtuvieron el título de campeón de la categoría TC Mouras, en 2010 y 2012 respectivamente, como así también el vehículo de Augusto Carinelli, campeón de TC Pista Mouras en el año 2012. Actualmente, sigue abocado a la preparación de motores tanto en Turismo Carretera, como en sus subcategorías, TC Pista y TC Mouras.

## Biografía
Nacido en la localidad de Chacabuco, Provincia de Buenos Aires, Luis Oscar Minervino inició su carrera deportiva en el año 1977, participando en karting. Tras estas experiencias, decide debutar profesionalmente en 1983 en la Fórmula Renault Argentina, donde inicialmente se presenta con un chasis Depac, para luego cambiar por un Crespi, con el cual compitió hasta el año 1985. En 1986, pasa de la FRA a la Entrecor, categoría que en esos años oficiaba de telonera del TC 2000 y que después se convertiría en la Fórmula 2 Nacional. En esta categoría, Minervino competiría con un chasis de Oreste Berta, pero a pesar de haber cosechado un triunfo en su año debut y tras un incidente en pista, las autoridades deportivas lo sancionarían duramente, imponiéndole una suspensión de casi un año de inactividad.
Tras esta mala experiencia, en el año 1988 decide apostar a los automóviles de turismo, al debutar en la categoría Turismo Carretera. Debutó compitiendo con el número 168, en los laterales de su Chevrolet Chevy, participando en diez ocasiones. Con el paso del tiempo comenzaría a afianzarse dentro de esta categoría, llegando en el año 1990 a su primer gran logro, al obtener la victoria en el Autódromo de Buenos Aires, el 11 de marzo de 1990.
Precisamente, en la década del '90 su imagen comenzaría a cobrar notoriedad, dentro de los pilotos defensores de la marca Chevrolet, al punto tal de quedar como uno de sus principales referentes. Asimismo, en esta década que había quedado marcada por la tragedia para la mencionada marca, con los accidentes fatales de sus principales referentes, Roberto Mouras en 1992 y Osvaldo Morresi en 1994, sería la época de consolidación de Minervino, quien tras terminar quinto en 1992, empezaba a perfilarse como principal defensor de la marca, al lograr en 1995 y 1996 sus dos subcampeonatos dentro de la categoría, solamente eclipsado por el múltiple campeón del automovilismo argentino Juan María Traverso, campeón justamente en esos dos años, también con un Chevrolet.
Tales actuaciones, le valieron a Minervino la convocatoria para integrar el equipo oficial Chevrolet en el TC 2000 y el apoyo de la terminal en el Turismo Carretera, donde conformaría equipo con un joven e incipiente Guillermo Ortelli, futuro séxtuple campeón de TC. Si bien, dentro del TC 2000 no tuvo un buen paso, en el TC seguía sin desentonar al luchar nuevamente por el cetro, pero quedando relegado en este caso a la tercera ubicación. Tras esta temporada, su carrera comenzaría a ingresar en un pronunciado declive, llegando a participar en pocas competencias entre los años 2000 y 2005, hasta oficializar su retiro definitivo en el 2006.
Tras su retiro como piloto, en el año 2007 comenzaría a dar formación a su carrera como preparador, primero como constructor y luego como preparador de motores. En este rubro, Minervino lograría su primer campeonato en el año 2008, cuando al comando de una unidad Chevrolet Chevy, desarrollada con sus impulsores, el joven Agustín Canapino se coronó campeón de la divisional TC Pista de la Asociación Corredores de Turismo Carretera.
En total, disputó 286 competencias, entre TC, TC 2000, Fórmula Renault y Fórmula Entrecor, logrando 11 victorias (9 en TC, 1 en Fórmula Entrecor y 1 en Fórmula Renault), subió al podio en otras 34 veces y se alzó con dos subcampeonatos de TC en 1995 y 1996.
- .[6]

## Resumen de carrera
| Temporada | Categoría                 | Equipo                       | Automóvil           | Carreras | Victorias | Poles | VR    | Podios | Puntos | Pos.  |
| --------- | ------------------------- | ---------------------------- | ------------------- | -------- | --------- | ----- | ----- | ------ | ------ | ----- |
| 1983      | Fórmula Renault Argentina | Chacabuco Competición        | Depac-Renault       | s/d      | 0         | 0     | 0     | 0      | 1      | 28.º  |
| 1983      | Fórmula Renault Argentina | Patita Minervino Chacabuco   | Crespi-Renault      | s/d      | 0         | 0     | 0     | 0      | 1      | 28.º  |
| 1984      | Fórmula Renault Argentina | Chacabuco Competición        | Crespi-Renault      | s/d      | 1         | s/d   | s/d   | 2      | 14     | 6.º   |
| 1985      | Fórmula Renault Argentina | Chacabuco Competición        | Crespi-Renault      | 1        | 1         | 0     | 0     | 1      | 20     | 4.º   |
| 1986      | Fórmula Entrecor          | Galletitas Ocean Competición | Berta-Renault       | s/d      | s/d       | s/d   | s/d   | s/d    | s/d    | s/d   |
| 1988      | Turismo Carretera         | Peña Ciudad de Chacabuco     | Chevrolet Chevy     | 10       | 0         | 0     | 0     | 0      | 31,5   | 28.º  |
| 1989      | Turismo Carretera         | Peña Ciudad de Chacabuco     | Chevrolet Chevy     | 14       | 0         | 0     | 0     | 1      | 114,5  | 8.º   |
| 1990      | Turismo Carretera         | Peña Ciudad de Chacabuco     | Chevrolet Chevy     | 15       | 1         | 0     | 0     | 1      | 98,5   | 14.º  |
| 1991      | Turismo Carretera         | Peña Ciudad de Chacabuco     | Chevrolet Chevy     | 14       | 0         | 0     | 0     | 1      | 91     | 13.º  |
| 1992      | Turismo Carretera         | Peña Ciudad de Chacabuco     | Chevrolet Chevy     | 16       | 2         | 0     | 1     | 4      | 169,5  | 5.º   |
| 1993      | Turismo Carretera         | Canapino-Wilke               | Chevrolet Chevy     | 16       | 1         | 0     | 0     | 3      | 102    | 10.º  |
| 1994      | Turismo Carretera         | Canapino-Wilke               | Chevrolet Chevy     | 16       | 0         | 0     | 0     | 0      | 129    | 9.º   |
| 1994      | Turismo Competición 2000  | Canapino Sport               | Volkswagen Gacel    | 2        | 0         | 0     | 0     | 0      | -      | NC    |
| 1995      | Turismo Carretera         | Canapino-Wilke               | Chevrolet Chevy     | 16       | 2         | 1     | 2     | 9      | 223    | 2.º   |
| 1996      | Turismo Carretera         | Canapino-Wilke               | Chevrolet Chevy     | 16       | 1         | 1     | 4     | 5      | 199    | 2.º   |
| 1997      | Turismo Carretera         | Canapino-Wilke               | Chevrolet Chevy     | 16       | 1         | 1     | 2     | 5      | 196    | 3.º   |
| 1997      | Turismo Competición 2000  | Chevrolet Eg3 Competición    | Chevrolet Vectra II | 25       | 0         | 0     | 0     | 0      | 39     | 13.º  |
| 1998      | Turismo Carretera         | Canapino-Wilke               | Chevrolet Chevy     | 15       | 1         | 0     | 1     | 1      | 117,5  | 10.º  |
| 1999      | Turismo Carretera         | Canapino-Wilke               | Chevrolet Chevy     | 11       | 0         | 0     | 0     | 1      | 57,5   | 25.º  |
| 2000      | Turismo Carretera         | Canapino-Pedersoli           | Chevrolet Chevy     | 12       | 0         | 0     | 0     | 0      | 46     | 26.º  |
| 2001      | Turismo Carretera         | Canapino-Pedersoli           | Chevrolet Chevy     | 12       | 0         | 0     | 0     | 1      | 38,5   | 25.º  |
| 2002      | Turismo Carretera         | Canapino-Pedersoli           | Chevrolet Chevy     | 14       | 0         | 0     | 0     | 1      | 81     | 15.º  |
| 2003      | Turismo Carretera         | Canapino-Pedersoli           | Chevrolet Chevy     | 16       | 0         | 0     | 0     | 0      | 76     | 20.º  |
| 2004      | Turismo Carretera         | Canapino-Pedersoli           | Chevrolet Chevy     | 9        | 0         | 0     | 0     | 0      | 22     | 39.º  |
| 2005      | Turismo Carretera         | Canapino Sport               | Chevrolet Chevy     | 1        | 0         | 0     | 0     | 0      | 2,5    | 61.º  |
| 2006      | Turismo Carretera         | Canapino Sport               | Chevrolet Chevy     | 9        | 0         | 0     | 0     | 0      | 6,5    | 56.º  |
| Fuente:   | [ 7 ]                     | [ 7 ]                        | [ 7 ]               | [ 7 ]    | [ 7 ]     | [ 7 ] | [ 7 ] | [ 7 ]  | [ 7 ]  | [ 7 ] |

## Palmarés

### Como piloto
| Título     | Especialidad      | Automóvil       | Año  |
| ---------- | ----------------- | --------------- | ---- |
| Subcampeón | Turismo Carretera | Chevrolet Chevy | 1995 |
| Subcampeón | Turismo Carretera | Chevrolet Chevy | 1996 |

### Como preparador
| Título  | Especialidad    | Piloto                  | Automóvil       | Año  |
| ------- | --------------- | ----------------------- | --------------- | ---- |
| Campeón | TC Pista        | Agustín Canapino        | Chevrolet Chevy | 2008 |
| Campeón | TC Mouras       | Pedro Gentile           | Chevrolet Chevy | 2010 |
| Campeón | TC Mouras       | Juan José Ebarlín       | Chevrolet Chevy | 2012 |
| Campeón | TC Pista Mouras | César Augusto Carinelli | Chevrolet Chevy | 2012 |

### Carreras ganadas en TC
| # | Fecha                    | Carrera                               | Marca           | Promedio |
| - | ------------------------ | ------------------------------------- | --------------- | -------- |
| 1 | 11 de marzo de 1990      | Autódromo Oscar y Juan Gálvez         | Chevrolet Chevy | 171,149  |
| 2 | 20 de septiembre de 1992 | Autódromo Ciudad de Nueve de Julio    | Chevrolet Chevy | 148,088  |
| 3 | 06 de diciembre de 1992  | Autódromo Oscar y Juan Gálvez         | Chevrolet Chevy | 176,268  |
| 4 | 07 de noviembre de 1993  | Vuelta de San Lorenzo                 | Chevrolet Chevy | 144,158  |
| 5 | 07 de mayo de 1995       | Autódromo Oscar y Juan Gálvez         | Chevrolet Chevy | 188,865  |
| 6 | 30 de julio de 1995      | Autódromo Oscar y Juan Gálvez         | Chevrolet Chevy | 191.460  |
| 7 | 18 de febrero de 1996    | Santa Teresita                        | Chevrolet Chevy | 156,423  |
| 8 | 25 de mayo de 1997       | Autódromo Parque Ciudad de Río Cuarto | Chevrolet Chevy | 137,813  |
| 9 | 12 de julio de 1998      | Autódromo Oscar y Juan Gálvez         | Chevrolet Chevy | 193,448  |

- Total: 9 victorias entre 1989 y 2006[8]

## Resultados

### Turismo Competición 2000
| Año  | Equipo          | Auto                | 1     | 2     | 3    | 4    | 5   | 6   | 7     | 8         | 9   | 10  | 11        | 12  | 13   | 14   | 15     | 16     | 17    | 18    | 19  | 20        | 21  | 22  | 23    | 24    | 25  | 26  | 27     | 28     | Res. | Puntos |
| ---- | --------------- | ------------------- | ----- | ----- | ---- | ---- | --- | --- | ----- | --------- | --- | --- | --------- | --- | ---- | ---- | ------ | ------ | ----- | ----- | --- | --------- | --- | --- | ----- | ----- | --- | --- | ------ | ------ | ---- | ------ |
| 1997 |                 |                     | RAF I | RAF I | RC I | RC I | POS | POS | SJU I | SJU I     | PAR | PAR | GR        | GR  | BB I | BB I | SJU II | SJU II | RC II | RC II | NDJ | NDJ       | MZA | MZA | BB II | BB II | TRE | TRE | RAF II | RAF II | 13°  | 39     |
| 1997 | Eg3 Competición | Chevrolet Vectra II | 9     | 7     | Ex.  | 7    | 11  | Ret | 6     | 16† (12†) | 7   | 11  | 19† (13†) | Ret | Ret  | NL   | Ret    | 8      | 13    | 7     | 8   | 22† (16†) | Ex. | 11  | 11    | 8     | 13  | 11  |        |        | 13°  | 39     |